# 毛利幸松丸
毛利 幸松丸（もうり こうまつまる）は、戦国時代の人物。安芸国の国人である毛利氏の当主。父は毛利興元。

## 生涯
永正12年（1515年）、安芸国の国人・毛利氏の当主である毛利興元の嫡男（第二子）として生まれる。
永正13年（1516年）8月25日に父・興元が病死したため家督を継いだが、幸松丸はまだ僅か2歳であったため、叔父の毛利元就と外祖父の高橋久光が後見役となった。当初は高橋久光の発言力が強かったが、久光が戦死した後は元就が実権を握った。
永正15年（1518年）8月30日の備後国赤屋での合戦において、幼少の粟屋赤法師（後の粟屋元親）の名代として出陣した則長八郎右衛門尉が戦死したため、その戦功を賞するために同年11月6日に幸松丸の名義で粟屋赤法師宛てに感状を発給した。感状の形式は毛利興元が発給した感状と同じ書下形式であったが、幸松丸はまだ4歳だったため花押は添えられていない。
大永2年（1522年）8月10日、息災延命、垣受快楽、武運長久、一家繁昌、子孫安栄、城内富貴、幸祐自在を願って行った清神社の棟上造工において大檀那となり、棟札には「大江朝臣幸松」という名が記されている。
大永3年（1523年）6月、出雲の尼子経久が安芸国に攻め込むと先鋒として亀井秀綱を派遣し、毛利氏に対しても当主である幸松丸の従軍を要求した。毛利氏は要求に応じて幸松丸と元就が揃って出陣し、大内氏の要衝である安芸国の鏡山城攻め（鏡山城の戦い）に参加し、6月28日に鏡山城が陥落したが、鏡山城攻めから凱旋する道中にて発病し、同年7月15日に病死した。享年9。なお、発病の原因について、敵将の首実検を嫌がる幸松丸を家臣達が無理矢理立ち合わせ、生首を見て衝撃を受けたためとする逸話がある。
幸松丸の死去に伴い、毛利氏の重臣たちが次の当主について論議し、相合元綱を推す重臣も少数ながらいたが、多くの重臣は毛利元就を擁立することを決定。毛利氏家臣団によって吉田郡山城に迎えられた元就は、同年8月10日に毛利氏の家督を相続した。
また、幸松丸の屋敷跡に毛利興元の菩提寺である秀岳院を移し、その境内に興元・幸松丸父子の墓所が作られたとされており、秀岳院は江戸時代に長門国萩に移転し、明治時代に廃寺となっているが、興元・幸松丸父子の墓は明治2年（1869年）に毛利元就墓所の下段にある現在地に改葬された。
幸松丸の母方の外戚高橋氏と毛利氏は必ずしも友好的な関係であったわけではなく、その死後跡を継いだ興光も元就の調略によって、その叔父高橋盛光に謀反を起こされ、一族滅亡に追い込まれている。また、幸松丸の外祖父である高橋久光の死には不審な点が多く、久光を戦死させた三吉氏と毛利氏はのちに姻戚関係となっている。なお、石見銀山の守将で、後に毛利元就に族滅させられた本城常光は、高橋久光・高橋盛光の弟にあたる。

## 肖像画
日本民藝館に所蔵されている幸松丸のものと伝えられている肖像画では、振り分け髪の姿で大紋高麗縁の揚畳に座し、紅葉模様が散らされた豪華な小袖と肩衣袴を着用し、腰に脇差を差している。肖像画の上部に紅白の色紙形が配されているが、賛が記されていないことから、伝承された通りに幸松丸の肖像画であるかの判断が難しいものの肖像画の様式的には16世紀後半から17世紀初頭にかけて作成されたものと考えられている。幼くして死去した子供の菩提を弔って制作された肖像画はさほど多くは伝来していないため希少価値がある。現在、幸松丸の肖像画を所蔵している日本民藝館には昭和34年（1959年）に寄贈されて柳宗悦の案による表装に改めており、柳宗悦が記した「幸松丸縁起」によると、幸松丸の肖像画は毛利元就像と共にあったとされる。また、「防長寺社由来」によると、寛保元年（1741年）には毛利興元の菩提寺である秀岳院に興元の肖像画と幸松丸の肖像画が所蔵されていたことが確認できる。

## 関連作品
- 『毛利元就』（1997年、NHK大河ドラマ、演：北尾亘）